# Laurent et Cie (Vierzon)
Laurent et Cie war ein französischer Hersteller von Automobilen.

## Unternehmensgeschichte
Das Unternehmen aus Vierzon begann 1901 mit der Produktion von Automobilen. Im gleichen Jahr endete die Produktion bereits wieder. Es bestand keine Verbindung zu Laurent et Cie aus Saint-Étienne.

## Fahrzeuge
Das einzige Modell war mit einem Zweizylindermotor mit 5 PS Leistung ausgestattet. Der Motor war vorne im Fahrzeug montiert und trieb über eine Kardanwelle die Hinterachse an. Das Getriebe verfügte über vier Gänge.